# Гочо Гочев (театровед)
 Тази статия е за театроведа.  За българския офицер вижте Гочо Гочев.  
Гочо Вълчанов Гочев е български театровед, педагог, журналист и публицист.

## Биография
Гочо Гочев е роден на 5 юни 1913 г. в гр. Каварна, в семейство на служител. Завършва основно и гимназиално образование във Варна. През ученическите си години е деец на младежката комунистическа организация – РМС, чийто член става през 1933 г. Също като ученик участва в списването на ученическия вестник „Виделина“, на който става главен редактор (1931); там той публикува първите си статии. След завършването на образованието си е член на Варненския окръжен комитет на РМС и като такъв е съден по Закона за защита на държавата.
През 1938 г. Гочев завършва право в Софийския университет. Няколко пъти е арестуван и инквизиран в полицията. Съдебната си практика преминава като стажант във Варненския съд (1938 – 1940), а след това две години е адвокат в Каварна. През 1943 г. е уволнен от армията за своята комунистическа дейност. Според някои източници е изпратен в концлагера „Белене“ (от март до ноември 1943), въпреки че този концлагер е създаден през май 1949 г. През 1944 г. е интерниран в село Иван Шишманово. От 1944 е член на Българската комунистическа партия.
След Деветосептемврийския преврат през 1944 г. работи в партийния градски комитет на БКП във Варна и същевременно е драматург е във варненския Народен театър (до 1945 г.). През 1945 г. е избран за главен секретар на Съюза на българските артисти и театрални служители и остава на поста до 1950 г. Също така се явява главен редактор на списание „Театър“ от 1945 до 1958 г. От 1950 до 1961 г. е доцент, а от 1962 г. е професор по театрална критика във ВИТИЗ „К. Сарафов“. От 1968 г. е и редовен професор в Института за изкуствознание при Българска академия на науките. Член е на Съюза на българските писатели (СБП).
На извънредното събрание на СБП, свикано на 24 ноември 1970 по нареждане на ЦК на БКП за обсъждане на протестна телеграма от българските писатели до Нобеловия комитет в Стокхолм с възмущение от решението му да присъди Нобелова награда за литература на Александър Солженицин, Гочев и още четирима писатели - Валери Петров, Благой Димитров, Христо Ганев и Марко Ганчев не подкрепят и отказват да гласуват текста на писмото-телеграма. На 7 януари 1971 г. Гочо Гочев и останалити четирима са изключен от редовете на БКП за „антипартийна и антисъветска клеветническа дейност“. Друга причина за изключването на Гочев вероятно е и позицията му по чехословашките събития (Пражката пролет и потушаването ѝ от армиите на Варшавския договор). Изключен е и от Съюза на българските писатели и от преподавателската длъжност във ВИТИЗ. Към 1974 членството му в СБП е възстановено, а след 14 години, около 1984 -1985 отново е приет за член на БКП.
Разработван е от 1-ви отдел („Интелигенция“) на Шесто управление (Борба с идеологическата диверсия) на Държавна сигурност (ДС), като дейността му е смятана за солидаризиране с „контрареволюционните елементи“. При продължаващото му разработване от ДС е вписано, че „през 1973 г. се получиха данни, които показват, че същият продължава да стои на старите си позиции, разпространявал е клевети по адрес на партийни и държавни ръководители, правил е остри антисъветски изказвания и твърдял, че в СССР които критикуват се обявяват за луди. Привеждал примери за „репресирани“ и изпратени в лудницата интелигенти. Поддържал е близък контакт с проф. Любомир Тенев и изразявал съгласие с неговите възгледи“.
Прекарва последните няколко години от живота си в специален старчески дом в Горна баня, наречен „Пансион на активните борци против фашизма и капитализма“.
Умира на 26 ноември 1991 г. в София.

## Издания
- Гочев, Гочо. Столетие болгарского театра.   София, Наука и изкуство, 1956. с. 157.
- Гочев, Гочо. Театър и драма.   София, Български писател, 1960. с. 336.
- Гочев, Гочо. Театър и критика.   София, Наука и изкуство, 1963. с. 290.
- Гочев, Гочо. Константин Кисимов. Театрален портрет.   София, Наука и изкуство, 1965. с. 104.
- Гочев, Гочо. Сцена и живот.   София, Български писател, 1973. с. 358.
- Гочев, Гочо. Изкуството на актьора.   София, Наука и изкуство, 1975. с. 230.
- Гочев, Гочо. Недописан дневник.   София, Български писател, 1981. с. 246.
- Гочев, Гочо. Препоръчителна библиография.   Толбухин, ОСК, СБП - Толбухин, ОСК - Каварна, 1983. с. 52.
- Гочев, Гочо. Сценични силуети.   София, Български писател, 1989. с. 246.

## Признание
- Читалищният театър към Народно читалище „Съгласие – 1890“ – гр. Каварна се нарича Читалищен театър „Професор Гочо Гочев“.[7]
- Празниците на любителските театри „Каварна'98“ са основани в чест на неговата 85-годишнина.[8]